# Ghislarengo
Ghislarengo (piemontiul: Ghislarengh) település Olaszországban, Vercelli megyében. Lakosainak száma 805 fő (2023. január 1.). Ghislarengo Arborio, Carpignano Sesia, Rovasenda, Sillavengo és Lenta községekkel határos.
Átfolyik rajta a Sesia folyó, amely a közeli Alpokban összegyűjtött csapadékvíz egy részét szállítja Dél felé.

## További információk

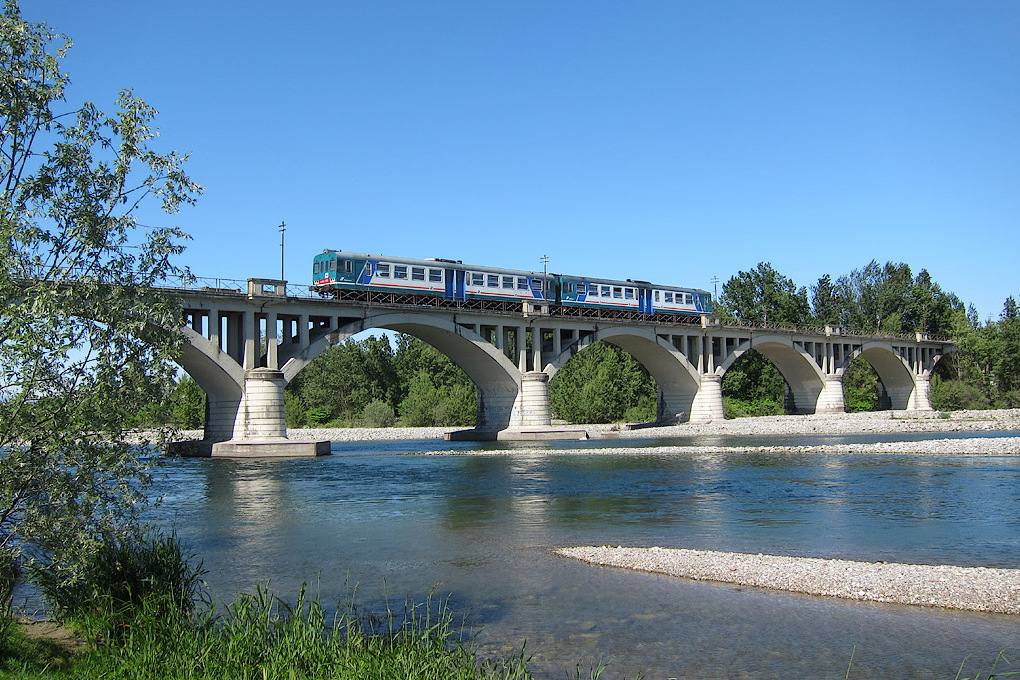
Vasúti híd a Sesia folyón

## Népesség
A település népességének változása:
| Lakosok száma | 885  | 870  | 805  |
|               | 2017 | 2018 | 2023 |